# (35283) 1996 TB1
1996 TB1 (asteroide 35283) é um asteroide da cintura principal. Possui uma excentricidade de 0.03342240 e uma inclinação de 0.80856º.
Este asteroide foi descoberto no dia 5 de outubro de 1996 por George R. Viscome em Rand.